# ФЭСТ (театр)
Мыти́щинский теа́тр дра́мы и коме́дии ФЭСТ (Театр ФЭСТ) — главный театр города Мытищи. Основан в 1977 году. Имеет статус профессионального с 1988 года.

## История

### «Агитбригада „ФЭСТ“»
В 1976 году комитет ВЛКСМ МЛТИ объявил о конкурсе художественной самодеятельности между факультетами института. Для участия в конкурсе активисты факультета электроники и счётно-решающей техники (ФЭСТ) О. Винокуров, М. Заславский, Е. Курашов, Е. Цветкова, П. Гришин, С. Демидов  за короткий срок поставили спектакль «Сердцем с Чили». Жюри конкурса, состоявшегося в марте 1977 г., присудило фэстовцам первое место.
 После первой победы команда продолжила работу на базе институтского клуба. Так в Мытищах появился студенческий театр «Агитбригада „ФЭСТ“».
С этого момента почти каждый год появлялись новые спектакли, и коллектив  на ежегодных конкурсах МЛТИ занимал первые места. Неоднократно он побеждал и в смотрах-конкурсах вузовских агитбригад Москвы и Московской области.
Состав коллектива естественным образом ежегодно обновлялся: на место ушедших выпускников приходили первокурсники. В 1980 г. в спектакле агитбригады «Ночная ваза с цветочным бордюром» дебютировал первокурсник Игорь Шаповалов, который стал работать не только как актёр, но и как режиссёр, а вскоре занял позицию художественного руководителя коллектива. В 1987 г. он поставил один из самых заметных спектаклей агитбригады: "Без оружия" («Трудно быть богом»), в том же году поступил на второй курс режиссёрского факультета в МГИК (курс Клубкова, выпуск 1991 г.).

### Профессиональный театр
В годы Перестройки в СССР появилось множество театров-студий — театральные коллективы получали статус официальных хозрассчётных театров.
В 1988 г. студийцы И. Шаповалов и И. Ильин подали заявку в районный комитет по культуре о признании театра профессиональным, беря на себя должности художественного руководителя и директора соответственно. Заявку приняли, но для подтверждения статуса артистам требовалось иметь высшее профессиональное образование. Шаповалов начал переговоры о показе с московскими театральными вузами. На просьбу откликнулся ректор ВТУ им. Щепкина В. П. Остальский.

### Первый набор. «Щепка»
В 1990 г. по результатам показа 14 участников агитбригады были зачислены на заочное хозрассчётное отделение Щепкинского училища. Руководителями курса были Семён Аркадьевич Баркан и Всеволод Порфирьевич Остальский, педагоги по мастерству актера — И. В. Хвацкая, В. Л. Лепилин, В. Н. Баглай. Суть заочного театрального обучения заключается в том, что действующие артисты приезжают в учебное заведение раз в полгода на месячную сессию, в ходе которой они должны освоить полугодовой теоретический материал и сдать экзамены. Но по настоянию требовательного Баркана студийцы находились в Щепке каждую неделю по три-четыре дня, так что форма их обучения не сильно отличалась от очной.
Шаповалов в качестве практической режиссёрской работы ставил спектакли на щепкинском курсе Семена Аркадьевича, со своими же студийцами: спектакль «Глоток шампанского» (1991) числится в режиссёрском дипломе. В то же время, заканчивая режиссёрское образование, он осваивал наравне с остальными актёрское мастерство.
В 1995 г. студия «ФЭСТ» закончила обучение. Семеро выпускников этого курса получили красный диплом.
В незанятое учёбой время фэстовцы играли уже готовые спектакли всё в том же институтском клубе. Чтобы заработать на оплату обучения, они делали шоу-программы, комические номера, детские представления, участвовали в концертах только что появившейся и ещё не растиражированной передачи «Аншлаг, аншлаг!».

### Здание театра
В то же время деятельность агитбригады в стенах института леса не прекращалась — в студию по-прежнему приходили студенты факультета электроники. Рабочего пространства стало не хватать.
И тогда руководство мытищинского района сделало широкий жест: в 1995 г. театр получил в пользование заброшенное здание кинотеатра в центре города (которое поначалу делил с молодёжным клубом). Ремонт и приспособление здания к условиям театра артисты выполняли самостоятельно. Заработков едва хватало на стройматериалы. Но, несмотря на это, в театре продолжались репетиции, в том числе с новыми членами труппы.

### Второй набор. ИСИ
В 1996 г. Шаповалов вновь обратился к Остальскому с просьбой о наборе второго целевого курса. Он согласился, остальные педагоги, кроме Баркана, который уехал в Германию, также выразили готовность помочь, однако в Щепке на тот момент не было для этого технических возможностей. Поэтому второй набор «ФЭСТа» обучался тем же педагогическим составом, но на базе Института Современного Искусства. Дипломы они получили в 2001 г. 

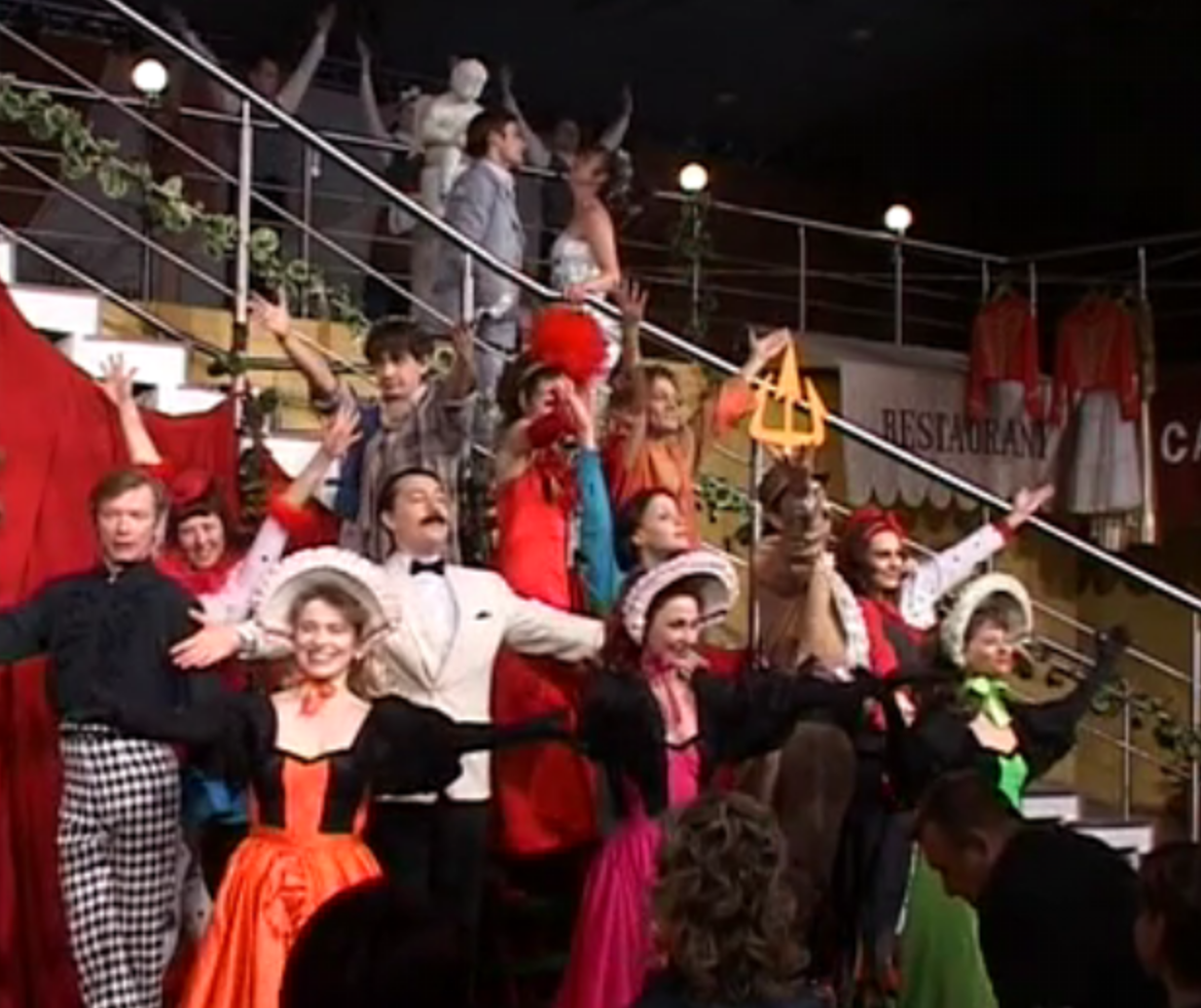
Спектакль «Под небом Парижа» театр «ФЭСТ»

### Развитие театра
В конце 90-х — начале 00-х театр, благодаря администратору П. Пясковскому, много гастролировал по СНГ и за рубежом — в Болгарии, Германии, Иране, Израиле, США.
В 2000 г. были закончены ремонт и переоборудование здания. К этому времени готовился к выпуску спектакль Дмитрия Полянского с участием студентов второго набора, спектакль, который некоторые считают визитной карточкой театра: «Под небом Парижа». Это драматическая переработка оперетты Кальмана «Фиалка Монмартра» в стиле кафе-шантан: зрители сидят за столиками с шампанским в фойе театра, а вокруг них разворачивается музыкальное действие. Несмотря на давность постановки, спектакль пользуется у мытищинского зрителя неизменным спросом. 
В 2002 г. руководство Московской области выделило средства на расширение площади театра. Начались работы по пристройке дополнительного здания с камерной сценой, хозяйственными и административными помещениями.

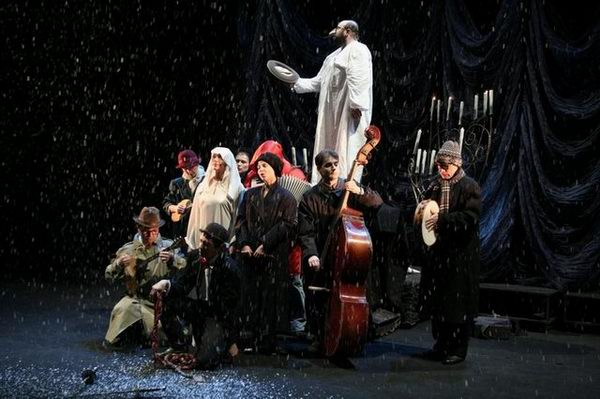
Спектакль «Солнцеликий» («Кабала святош»), театр драмы и комедии «ФЭСТ», Мытищи.png

Строительство было остановлено из-за пожара, случившегося в 2004 г., в результате которого выгорела вся основная сцена. Труппа вновь осталась без дома и была вынуждена работать в здании Городского дома культуры.
По словам актёров, единственное, что вывело их из депрессии — работа с режиссёром Владимиром Агеевым, в результате которой появился один из самых интересных и самый неоднозначный спектакль театра — «Солнцеликий» по пьесе Булгакова «Кабала святош». Премьера этого спектакля состоялась на сцене Театра Наций в Москве ровно через год после пожара.
Работы по восстановлению театра после пожара закончились в декабре 2005 г., а осенью  2006 г. открылась камерная сцена театра.
«ФЭСТ» поддерживает отношения и со своими педагогами — в репертуаре несколько спектаклей И. Хвацкой, — и с товарищами по агитбригаде. Один из них — режиссёр И. Панфилов — поставил два спектакля на сцене «ФЭСТа», а другой — И. Соколов — в январе 2005 года стал директором театра.
В труппе пять актёров имеют звание Заслуженного артиста России и семь — Заслуженного артиста Московской области. 
В апреле 2013 г. директор театра И. Соколов стал победителем конкурса «Лучший руководитель муниципальной организации культуры – 2013», объявленного Министерством культуры Московской области, в номинации «Лучший руководитель театра». 

## Фестиваль «Подмосковные вечера»
В 2003 году Мытищинский театр драмы и комедии «ФЭСТ» учредил и впервые провёл международный театральный фестиваль городов-побратимов «Подмосковные вечера». Среди его участников был известнейший в советские времена литовский театр имени Мильтиниса из города-побратима Мытищ Паневежиса. Театр представил на фестивале спектакль «На Золотом озере», главную роль в котором исполнил Донатас Банионис. По предложению театра «ФЭСТ» впервые за свою 60-летнию творческую деятельность Банионис провёл мастер-класс для артистов, которые участвовали в фестивале.
IV международный театральный фестиваль «Подмосковные вечера» прошёл с 23 ноября по 30 ноября 2012 года. В фестивале участвовали 15 профессиональных театров из 6 стран. Подробности IV фестиваля: http://www.thefest.ru/festival-podmoskovnye-vechera-2012/.

## Труппа (по состоянию на март 2014 г.)
1. Ольга Алисова
2. Ольга Андреева
3. Заслуженная артистка Московской области Елена Бондаренко
4. Наталья Галютина
5. Елена Графова
6. Екатерина Коровкина
7. Надежда Лаврухина
8. Заслуженная артистка Московской области Наталия Ларюнина
9. Заслуженная артистка Московской области Людмила Лобанова
10. Анастасия Москвина
11. Заслуженная артистка Московской области Наринэ Осипова (Рученькина)
12. Ирина Подольская
13. Заслуженная артистка России Татьяна Полянская
14. Светлана Розова
15. Ирина Смирнова
16. Алина Тетиевская
17. Анжела Дмитриева-Чебакова
18. Ульяна Чеботарь
19. Алексей Аптовцев
20. Валерий Бездетко
21. Заслуженный артист России Игорь Бондаренко
22. Заслуженный артист Московской области Сергей Гришаков
23. Заслуженный артист Московской области Игорь Ильин
24. Заслуженный артист Московской области Игорь Калагин
25. Александр Конивец
26. Заслуженный артист Московской области Павел Конивец
27. Илья Кочергин
28. Заслуженный артист России Антон Кузьменко[3]
29. Заслуженный артист России Дмитрий Полянский
30. Дмитрий Скотников
31. Сергей Хапров
32. Заслуженный артист Московской области Фарит Халяпов
33. Художественный руководитель — Заслуженный артист России Игорь Александрович Шаповалов

## Репертуар (по состоянию на январь 2014 г.)
| ДАТА ПРЕМЬЕРЫ                  | НАЗВАНИЕ СПЕКТАКЛЯ                                            | АВТОР, ПРОИЗВЕДЕНИЕ                                                      | РЕЖИССЁР                                             |
| ------------------------------ | ------------------------------------------------------------- | ------------------------------------------------------------------------ | ---------------------------------------------------- |
| 1994 г., 9 дек.                | Мысль                                                         | Л. Н. Андреев                                                            | И. Хвацкая                                           |
| 1998 г., 12 мар.               | Приходите в гости                                             | Майкл Фрейн, «На одно лицо»                                              | А. Кузьменко                                         |
| 1999 г., 20 мая                | Касатка                                                       | А. Н. Толстой                                                            | И. Хвацкая                                           |
| 2000 г., 10 окт.               | Под небом Парижа                                              | И. Кальман, «Фиалка Монмартра»                                           | Д. Полянский                                         |
| 2001 г., 19 апр.               | Человек и джентльмен                                          | Э. Де Филиппо                                                            | И. Шаповалов                                         |
| 2002 г., 28 нояб.              | …Чума на оба ваши дома!                                       | Г. И. Горин                                                              | И. Шаповалов                                         |
| 2003 г., 28 нояб.              | Самоубийца                                                    | Н. А. Эрдман                                                             | Р. Сотириади                                         |
| 2004 г., 18 мар.               | Тень                                                          | Е. Л. Шварц, О. Анофриев                                                 | И. Ильин                                             |
| 2004 г., сент.                 | Свои люди - сочтёмся!                                         | А. Н. Островский                                                         | В. Константинов                                      |
| 2005 г., 18 нояб.              | Солнцеликий                                                   | М. А. Булгаков, «Кабала святош»                                          | В. Агеев                                             |
| 2006 г., март                  | Я, Гришковец и другие…                                        | Е. Гришковец, «Одновременно»                                             | А. Кузьменко                                         |
| 2006 г., 28 июня               | Сокровище острова Пеликан                                     | Дж. Б. Пристли                                                           | Н. Крутиков                                          |
| 2007 г., 18 фев.               | Завтрак у предводителя                                        | И. С. Тургенев                                                           | И. Хвацкая                                           |
| 2007 г., 18 фев.               | Провинциалка                                                  | И. С. Тургенев                                                           | И. Хвацкая                                           |
| 2007 г., 20 сент.              | Убийство Гонзаго                                              | Недялко Иорданов                                                         | И. Шаповалов                                         |
| 2007 г., 4 нояб.               | Марютка и поручик                                             | Ю. Юрченко, «Остров» (по мотивам повести Б. А. Лавренёва «Сорок первый») | А. Каневский                                         |
| 2008 г., 12 фев.               | Чужие грехи                                                   | Алла Змеенкова                                                           | И. Панфилов                                          |
| 2008 г., 21 мая                | Женитьба                                                      | Н. В. Гоголь                                                             | А. Каневский                                         |
| 2009 г., 12 фев.               | Пушкин. Предчувствие судьбы…                                  | А. Белкин                                                                | А. Белкин                                            |
| 2009 г., 14 апр.               | Фантазии Фарятьева                                            | Алла Соколова                                                            | А. Курганов                                          |
| 2009 г., 3 дек.                | Волки и овцы                                                  | А. Н. Островский                                                         | И. Хвацкая                                           |
| 2010 г., 19 сент.              | Рассказики                                                    | А. П. Чехов, рассказы                                                    | А. Кузьменко, С. Гришаков                            |
| 2010 г., 3 нояб.               | Летучая мышь                                                  | И. Штраус, Н. А. Эрдман                                                  | Р. Сотириади                                         |
| 2011 г., 13 апр.               | Три сестры                                                    | А. П. Чехов                                                              | А. Курганов                                          |
| 2011 г., 16 нояб.              | Призраки                                                      | Э. Де Филиппо                                                            | К. Нерсисян                                          |
| 2012 г., 18 окт.               | Руслан и Людмила                                              | А. С. Пушкин                                                             | А. Каневский                                         |
| 2013 г., 8 дек.                | Мальчик примерный                                             | Павел Конивец                                                            | Авторский проект артиста театра «ФЭСТ» Павла Конивца |
| СПЕКТАКЛИ ДЛЯ ДЕТЕЙ            |                                                               |                                                                          |                                                      |
| 1995 г., 25 дек.               | Неуловимый Фунтик                                             | Ю. Фридман, В. Шульжик                                                   | И. Шаповалов                                         |
| 1996 г., 25 дек.               | Дисней собирает друзей                                        | В. Львовский, И. Ильин                                                   | И. Ильин                                             |
| 1997 г., 20 мар.               | Приключения Кота в Сапогах                                    | Ш. Перро                                                                 | И. Калагин                                           |
| 1998 г., 28 дек.               | Возвращение Алисы из страны Чудес                             | В. Шаинский, В. Львовский                                                | И. Ильин                                             |
| 2000 г., 25 мая                | По щучьему велению                                            | И. Бунин                                                                 | Р. Сотириади                                         |
| 2001 г., 27 дек.               | Истории про Братца Кролика и его друзей                       | Д. Харрис, О. Генри                                                      | Н. Смирнов                                           |
| 2003 г., 28 дек.               | Золушка                                                       | А. Смирнов, И. Шаповалов                                                 | И. Шаповалов                                         |
| 2004 г., 25 дек.               | Дюймовочка                                                    | Х. К. Андерсен, Б. Заходер и В. Климовский                               | Р. Сотириади                                         |
| 2008 г., 24 дек.               | Лопушок у Лукоморья                                           | Б. Заходер, М. Зив                                                       | Д. Полянский                                         |
| 2009 г., 23 дек.               | Храброе сердце                                                | М. Бартенев                                                              | А. Курганов                                          |
| 2010 г., 24 дек.               | Морской волк                                                  | С. Козлов, «По зелёным холмам океана»                                    | И. Ильин                                             |
| 2011 г., 26 дек.               | Суббота каждый день                                           | Пауль Марр, «Семь суббот каждый день»                                    | Е. Корабельник                                       |
| 2012 г., 23 дек.               | Школа снеговиков (спектакль для детей и их родителей)         | Инсценировка И. Шаповалова по сказочной повести Андрея Усачёва           | И. Шаповалов                                         |
| 2012 г., 23 дек.               | Три поросёнка (спектакль для самых маленьких)                 | Английская народная сказка                                               | Д. Полянский                                         |
| 2013 г., 21 дек.               | Не совсем простая сказка (спектакль для детей и их родителей) | М.Бартенев, А.Усачёв                                                     | Д. Скотников                                         |
| 2013 г., 21 дек.               | Чудеса на лесной опушке (спектакль для самых маленьких)       | Н.Ларюнина                                                               | Д. Полянский                                         |
| СПЕКТАКЛИ, СНЯТЫЕ С РЕПЕРТУАРА |                                                               |                                                                          |                                                      |
| 1986                           | Трудно быть богом (снят в 1989)                               | А. Н. и Б. Н. Стругацкие                                                 | И. Шаповалов                                         |
| 1991                           | Глоток шампанского (снят в 1999)                              | А. А. Милн, «Некто в котелке»                                            | И. Шаповалов                                         |
| 1991                           | Игроки (снят в 2008)                                          | Н. В. Гоголь                                                             | И. Панфилов                                          |
| 1993 г., 24 февр.              | Счастливый день (снят в 1999)                                 | А. Н. Островский                                                         | И. Шаповалов                                         |
| 1994                           | ...Забыть Герострата (снят в 2008)                            | Г. И. Горин                                                              | С. А. Баркан                                         |
| 1995 г., 6 апр.                | Друзья (снят в 2008)                                          | Кобо Абэ                                                                 | В. Лепилин                                           |
| 1997 г., 11 июня               | Декамерон (снят в 2012)                                       | Д. Бокаччо, Мазуччо, Э. Роттердамский и др.                              | Р. Сотириади                                         |
| 1997 г., 25 сент.              | Охота (снят в 2004)                                           | В. Аллен, «Смерть»                                                       | И. Шаповалов                                         |
| 1998 г., 24 нояб.              | Мещанин во дворянстве (снят в 2010)                           | Ж. Б. Мольер                                                             | Р. Сотириади                                         |
| 2003 г., 19 июня               | Избранник судьбы (снят в 2004)                                | Дж. Б. Шоу                                                               | И. Хвацкая                                           |
| 2002 г., 3 окт.                | Мораль пани Дульской (снят в 2012)                            | Г. Запольская                                                            | И. Хвацкая                                           |
| 1990 г., 22 дек.               | Пиратские страсти (снят в 2008)                               | И. Ильин                                                                 | И. Ильин                                             |
| 1997 г., 22 дек.               | Компьютерная сказка (снят в 2005)                             | И. Ильин                                                                 | И. Ильин                                             |